# مرکز تولید و پژوهش فضایی خرونیشف
مرکز تولید و پژوهش فضایی خرونیشف (انگلیسی: Khrunichev) تولیدکننده دولتی روسی در حوزه هوافضا است، که در سال ۱۹۱۶ تأسیس شد.